# Brandon Crawford
Pour les articles homonymes, voir Crawford.
Brandon Michael Crawford (né le 21 janvier 1987 à Mountain View, Californie, États-Unis) est un joueur d'arrêt-court des Ligues majeures de baseball jouant pour les Giants de San Francisco. 
Il remporte les Séries mondiales de 2012 et 2014 avec les Giants, honore sa première sélection au match des étoiles en 2015 et reçoit la même année le Gant doré et le Bâton d'argent comme meilleur joueur d'arrêt-court défensif et offensif, respectivement, dans la Ligue nationale.

## Carrière
En 2006, Brandon Crawford remporte la médaille d'or avec l'équipe des États-Unis de baseball au championnat du monde de la Fédération internationale du sport universitaire. 
Joueur à l'Université de Californie à Los Angeles (UCLA) où il est deux fois nommé meilleur joueur de son équipe (en 2006 et 2007), Brandon Crawford est un choix de quatrième ronde des Giants de San Francisco au repêchage des joueurs amateurs en 2008.
Début 2011, le jeune joueur d'arrêt-court est classé par Baseball America au sixième rang des meilleurs joueurs d'avenir évoluant en ligues mineures dans l'organisation des Giants.
Alors qu'il n'a jamais joué à un plus haut niveau que le Double-A dans les mineures, Crawford est rappelé par les Giants de San Francisco en mai 2011 et fait ses débuts dans les majeures le 27 mai dans un match contre les Brewers, à Milwaukee. Crawford se distingue en frappant un grand chelem comme premier coup sûr dans les grandes ligues. Ce coup de circuit de quatre points aux dépens du lanceur Shaun Marcum permet à San Francisco de l'emporter 5-4. Il devient le sixième joueur seulement dans toute l'histoire des majeures à frapper un grand chelem comme premier coup sûr, et le deuxième de l'histoire de la franchise des Giants après l'illustre Bobby Bonds en 1968. Crawford joue 66 parties avec les Giants à sa première saison mais ne peut faire mieux qu'une moyenne au bâton de ,204 avec 21 points produits.

### Saison 2012
Arrêt-court surtout réputé pour son talent en défensive,, Crawford intègre l'effectif régulier des Giants en 2012. En 143 parties jouées cette saison-là, il frappe pour ,248 avec 4 circuits et 45 points produits. Il participe à la conquête du titre en Série mondiale 2012 et récolte 5 points produits en 7 matchs de Série de championnat de la Ligue nationale contre les Cardinals de Saint-Louis. 

### Saison 2013
En 2013, ses statistiques sont presque identiques à celle de la saison précédente : 9 circuits, 43 points produits et moyenne au bâton de ,248 en 149 matchs joués.

### Saison 2014
Crawford réussit des records personnels (qu'il battra dès l'année suivante) de 10 circuits et 69 points produits en 2014, alors qu'il maintient une moyenne au bâton de ,246 en 153 parties des Giants. Le 1er octobre, il devient le premier joueur d'arrêt-court de l'histoire à frapper un grand chelem en séries éliminatoires, lorsqu'il réussit un circuit de 4 points contre Edinson Volquez dans le match de meilleur deuxième de la Ligue nationale qui oppose les Giants aux Pirates de Pittsburgh.

### Saison 2015
En 143 matchs joués en 2015, il réalise de nouveaux sommets personnels pour les coups sûrs (130), les doubles (33), les circuits (21), les points produits (84) et les points marqués (65). Invité au match des étoiles 2015 et gagnant du Gant doré et du Bâton d'argent du meilleur joueur d'arrêt-court défensif et offensif, respectivement, de la Ligue nationale en 2015, Crawford signe un contrat à long terme avec San Francisco. Le 17 novembre 2015, il accepte une prolongation de contrat de 75 millions de dollars pour 6 saisons, qui le lie aux Giants jusqu'à la fin de la saison 2021.